# Berliet VRK
Der Berliet VRK, auch „13 CV“ oder „Zweieinhalb-Liter“ genannt, war ein Mittelklasse-Pkw, der beim Fahrzeughersteller Berliet in Lyon ab 1924 bis 1926 gebaut wurde.

## Geschichte
Am 24. Januar 1924 erhielt der Berliet VRK seine allgemeine Betriebserlaubnis. Er wurde auf den Pariser Autosalons von 1924, 1925 und 1926 ausgestellt: 1924 stand der Preis, zu dem das Fahrzeug verkauft werden sollte, noch nicht fest. 1925 wurde es auch unter der Typenbezeichnung „Zweieinhalb-Liter“ angeboten, das bloße Chassis für 30.000 Francs, mit Torpedokarosserie für 46.500 Francs und allseitig geschlossen für 48.500 Francs, zu diesen Preisen auch noch 1926. Im Herbst 1926 wurde das Fahrzeug nicht mehr auf dem Pariser Salon gezeigt, es steht daher zu vermuten, dass die Produktion zu diesem Zeitpunkt bereits eingestellt war. Über die gebaute Stückzahl schweigen die benutzten Quellen.

## Technik
Der wassergekühlte Vierzylindermotor des Typs MF hatte Kopfventile. Der Radstand betrug 3,35 m. Steuerlich war das Fahrzeug mit 13 CV eingestuft, die bei 1700 entwickelte Höchstleistung wird in den Quellen nicht genannt.

### Originalquellen
Eine Publikation, in der alle vor 1945 gebauten Berliet-Typen individuell abgehandelt wären, gibt es nicht. Neben der unten erwähnten Literatur wurde auf die folgende in der Fondation Berliet verwahrte Originalunterlagen zurückgegriffen:
- „Fiches des Mines“: Es sind die Werksunterlagen zur Erteilung einer allgemeinen Betriebserlaubnis, hierfür ist in Frankreich der „Inspecteur des mines“ sachlich zuständig. Diese Unterlagen sind im Berliet-Archiv chronologisch geordnet und nummeriert. Nicht zu jedem Typ bzw. Variante gibt es entsprechende Unterlagen, teils, weil sie wohl als Untervarianten eines anderen Typs verstanden wurden, für den eine gesonderte Erlaubnis nicht erforderlich war, teils wohl, weil diese Unterlagen im Laufe der letzten 100 Jahre verlorengegangen sind. Bei Militärtypen gibt es Hinweise, dass eine Betriebserlaubnis direkt durch militärische Dienststellen erfolgte, was entsprechende „fiches des mines“ überflüssig machte. Die Quellenbezeichnung lautet: „Fiches No....“

### Sonstige Quellen
- René Bellu, Toutes les voitures Françaises 1924, in Automobilia Hors-Serie No.82, Paris 2007, zit. als „Bellu 1924“
- René Bellu, Toutes les voitures Françaises 1925, in Automobilia Hors-Serie No.72, Paris 2006, zit. als „Bellu 1925“
- René Bellu, Toutes les voitures Françaises 1926, in Automobilia Hors-Serie No.88, Paris 2007, zit. als „Bellu 1926“
- Monique Chapelle: Berliet. 1. Auflage. EMCE, Saint-Chamond 2016, ISBN 978-2-35740-049-8.